# Llista de topònims de la Palma de Cervelló
Llista de topònims (noms propis de lloc) del municipi de la Palma de Cervelló, al Baix Llobregat
Informació actualitzada per un bot. Els canvis manuals es perdran quan s'actualitzi!

## arbre singular
| imatge | Nom                         | Ubicat a             | instància de   | Detalls | coordenades                                                                     | Protecció | Commons (més fotos) | Dades a WD                    |
| ------ | --------------------------- | -------------------- | -------------- | ------- | ------------------------------------------------------------------------------- | --------- | ------------------- | ----------------------------- |
|        | olivera de can Mascaró      | la Palma de Cervelló | arbre singular |         | 41° 24′ 06″ N, 1° 58′ 42″ E / 41.40156°N,1.97834°E ca:A l'entorn de Can Mascaró |           |                     | Modifica les dades a Wikidata |
|        | roure del passeig del Roure | la Palma de Cervelló | arbre singular |         | 41° 24′ 38″ N, 1° 58′ 07″ E / 41.41043°N,1.96849°E ca:Al passeig del Roure      |           |                     | Modifica les dades a Wikidata |

## barraca de vinya
| imatge | Nom                                             | Ubicat a             | instància de     | Detalls                     | coordenades                                                                           | Protecció                                  | Commons (més fotos) | Dades a WD                    |
| ------ | ----------------------------------------------- | -------------------- | ---------------- | --------------------------- | ------------------------------------------------------------------------------------- | ------------------------------------------ | ------------------- | ----------------------------- |
|        | barraca de pedra seca de can Via                | la Palma de Cervelló | barraca de vinya | Estil: arquitectura popular | 41° 24′ 44″ N, 1° 57′ 29″ E / 41.41217°N,1.95809°E                                    |                                            |                     | Modifica les dades a Wikidata |
|        | barraca de pedra seca de can Vidal 1            | la Palma de Cervelló | barraca de vinya |                             | 41° 24′ 31″ N, 1° 58′ 17″ E / 41.40861°N,1.9714°E                                     |                                            |                     | Modifica les dades a Wikidata |
|        | barraca de pedra seca de can Vidal 2            | la Palma de Cervelló | barraca de vinya |                             | 41° 24′ 33″ N, 1° 58′ 17″ E / 41.40921°N,1.97137°E                                    |                                            |                     | Modifica les dades a Wikidata |
|        | barraca de pedra seca de l'Alzina               | la Palma de Cervelló | barraca de vinya |                             | 41° 24′ 39″ N, 1° 58′ 24″ E / 41.41082°N,1.97343°E                                    |                                            |                     | Modifica les dades a Wikidata |
|        | barraca de pedra seca de la Soleia 1            | la Palma de Cervelló | barraca de vinya |                             | 41° 24′ 38″ N, 1° 58′ 47″ E / 41.41044°N,1.97964°E                                    |                                            |                     | Modifica les dades a Wikidata |
|        | barraca de pedra seca de la Soleia 2            | la Palma de Cervelló | barraca de vinya |                             | 41° 24′ 39″ N, 1° 58′ 46″ E / 41.41082°N,1.97944°E                                    |                                            |                     | Modifica les dades a Wikidata |
|        | barraca de pedra seca del Cementiri             | la Palma de Cervelló | barraca de vinya | Estil: arquitectura popular | 41° 24′ 28″ N, 1° 58′ 37″ E / 41.40774°N,1.97708°E                                    |                                            |                     | Modifica les dades a Wikidata |
|        | barraca de pedra seca del camí de can Llopart 1 | la Palma de Cervelló | barraca de vinya | Estil: arquitectura popular | 41° 24′ 39″ N, 1° 57′ 38″ E / 41.41094°N,1.96045°E                                    |                                            |                     | Modifica les dades a Wikidata |
|        | barraca de pedra seca del camí de can Llopart 2 | la Palma de Cervelló | barraca de vinya | Estil: arquitectura popular | 41° 24′ 40″ N, 1° 57′ 41″ E / 41.41123°N,1.96146°E                                    |                                            |                     | Modifica les dades a Wikidata |
|        | cabana de vinya borja                           | la Palma de Cervelló | barraca de vinya | Estil: arquitectura popular | 41° 24′ 45″ N, 1° 57′ 04″ E / 41.41237°N,1.95124°E ca:Prop del km 4,5 ctra. a Corbera | bé integrant del patrimoni cultural català |                     | Modifica les dades a Wikidata |

## carrer
| imatge | Nom                   | Ubicat a             | instància de | Detalls | coordenades                                                            | Protecció | Commons (més fotos) | Dades a WD                    |
| ------ | --------------------- | -------------------- | ------------ | ------- | ---------------------------------------------------------------------- | --------- | ------------------- | ----------------------------- |
|        | carrer de Sant Isidre | la Palma de Cervelló | carrer       |         | 41° 24′ 42″ N, 1° 58′ 12″ E / 41.41172°N,1.96989°E                     |           |                     | Modifica les dades a Wikidata |
|        | carrer de Santa Maria | la Palma de Cervelló | carrer       |         | 41° 24′ 47″ N, 1° 58′ 00″ E / 41.413°N,1.96668°E ca:Carrer Santa Maria |           |                     | Modifica les dades a Wikidata |

## casa
| imatge | Nom                                     | Ubicat a             | instància de | Detalls                                                    | coordenades                                                                                     | Protecció                                  | Commons (més fotos)                     | Dades a WD                    |
| ------ | --------------------------------------- | -------------------- | ------------ | ---------------------------------------------------------- | ----------------------------------------------------------------------------------------------- | ------------------------------------------ | --------------------------------------- | ----------------------------- |
|        | Ca l'Anzí                               | la Palma de Cervelló | casa masia   | Estil: arquitectura popular 17th century                   | 41° 24′ 47″ N, 1° 58′ 00″ E / 41.413082°N,1.966763°E ca:Carrer de Santa Maria de la Palma, 4    | bé integrant del patrimoni cultural català | Ca l'Anzí (la Palma de Cervelló)        | Modifica les dades a Wikidata |
|        | Ca n'Església                           | la Palma de Cervelló | casa masia   | Estil: arquitectura popular                                | 41° 24′ 44″ N, 1° 58′ 13″ E / 41.412158°N,1.970197°E ca:Plaça de l'Església                     | bé integrant del patrimoni cultural català | Ca n'Església (la Palma de Cervelló)    | Modifica les dades a Wikidata |
|        | ca la Rafela                            | la Palma de Cervelló | casa         | Estil: noucentisme 20th century                            | 41° 24′ 47″ N, 1° 58′ 02″ E / 41.412991°N,1.967213°E ca:C. Santa Maria de la Palma, 29 101 msnm | bé integrant del patrimoni cultural català | Ca la Rafela (la Palma de Cervelló)     | Modifica les dades a Wikidata |
|        | habitatge Av. Catalunya 75              | la Palma de Cervelló | casa         | 20th century                                               | 41° 24′ 45″ N, 1° 58′ 05″ E / 41.41249°N,1.96816°E ca:Av. Catalunya 75                          |                                            |                                         | Modifica les dades a Wikidata |
|        | habitatge a l'Avinguda Catalunya, 13    | la Palma de Cervelló | casa         | 20th century                                               | 41° 24′ 38″ N, 1° 58′ 19″ E / 41.41053°N,1.97181°E ca:Av. Catalunya, 13                         |                                            |                                         | Modifica les dades a Wikidata |
|        | habitatge a l'avinguda Catalunya, 11    | la Palma de Cervelló | casa         | Estil: noucentisme 20th century                            | 41° 24′ 38″ N, 1° 58′ 19″ E / 41.41048°N,1.971902°E ca:Av. Catalunya, 11 84 msnm                | bé integrant del patrimoni cultural català | Habitatge a l'avinguda Catalunya, 11    | Modifica les dades a Wikidata |
|        | habitatge a l'avinguda Catalunya, 2     | la Palma de Cervelló | casa         | Estil: noucentisme 20th century                            | 41° 24′ 38″ N, 1° 58′ 21″ E / 41.41045°N,1.972513°E ca:Av. Catalunya, 2 84 msnm                 | bé integrant del patrimoni cultural català | Habitatge a l'avinguda Catalunya, 2     | Modifica les dades a Wikidata |
|        | habitatge a l'avinguda Catalunya, 34-36 | la Palma de Cervelló | casa         | Estil: arquitectura eclèctica 20th century                 | 41° 24′ 44″ N, 1° 58′ 09″ E / 41.412272°N,1.969191°E ca:Av. Catalunya, 34-36 100 msnm           | bé integrant del patrimoni cultural català | Habitatge a l'avinguda Catalunya, 34-36 | Modifica les dades a Wikidata |
|        | habitatge a l'avinguda Catalunya, 42-54 | la Palma de Cervelló | casa         | Estil: noucentisme Estat: enderrocat o destruït            | 41° 24′ 45″ N, 1° 58′ 06″ E / 41.412601°N,1.968346°E                                            | bé integrant del patrimoni cultural català |                                         | Modifica les dades a Wikidata |
|        | habitatge a l'avinguda Catalunya, 5     | la Palma de Cervelló | casa         | Estil: noucentisme 20th century                            | 41° 24′ 37″ N, 1° 58′ 20″ E / 41.410395°N,1.972093°E ca:Av. Catalunya, 5 84 msnm                | bé integrant del patrimoni cultural català | Habitatge a l'avinguda Catalunya, 5     | Modifica les dades a Wikidata |
|        | habitatge a l'avinguda Catalunya, 96    | la Palma de Cervelló | casa         | Estil: arquitectura eclèctica Estat: enderrocat o destruït | 41° 24′ 49″ N, 1° 57′ 58″ E / 41.413675°N,1.965995°E                                            | bé integrant del patrimoni cultural català |                                         | Modifica les dades a Wikidata |
|        | habitatge al carrer Sant Isidre, 17     | la Palma de Cervelló | casa         | Estil: noucentisme 20th century                            | 41° 24′ 42″ N, 1° 58′ 13″ E / 41.411596°N,1.970397°E ca:C. Sant Isidre, 17 91 msnm              | bé integrant del patrimoni cultural català | Habitatge al carrer Sant Isidre, 17     | Modifica les dades a Wikidata |
|        | habitatge al carrer Santa Maria, 3      | la Palma de Cervelló | casa         | Estil: historicisme arquitectònic 19th century             | 41° 24′ 45″ N, 1° 58′ 04″ E / 41.412638°N,1.967856°E ca:C. Santa Maria de la Palma, 3 101 msnm  | bé integrant del patrimoni cultural català | Habitatge al carrer Santa Maria, 3      | Modifica les dades a Wikidata |
|        | habitatge carrer Sant Isidre 31         | la Palma de Cervelló | casa         | 20th century                                               | 41° 24′ 42″ N, 1° 58′ 12″ E / 41.41163°N,1.96996°E ca:carrer Sant Isidre 31                     |                                            |                                         | Modifica les dades a Wikidata |
|        | villa Maria                             | la Palma de Cervelló | casa         | Estil: arquitectura eclèctica 20th century                 | 41° 24′ 38″ N, 1° 58′ 18″ E / 41.410577°N,1.971755°E ca:Av. Catalunya, 15 84 msnm               | bé integrant del patrimoni cultural català | Villa Maria (la Palma de Cervelló)      | Modifica les dades a Wikidata |
|        | xalet Casas i Maset Carles              | la Palma de Cervelló | casa         | Estil: noucentisme 20th century                            | 41° 24′ 38″ N, 1° 58′ 17″ E / 41.410647°N,1.971515°E ca:Av. Catalunya, 19-21 84 msnm            | bé integrant del patrimoni cultural català | Xalet Casas i Maset Carles              | Modifica les dades a Wikidata |

## edifici
| imatge | Nom                                | Ubicat a             | instància de | Detalls                     | coordenades                                                                                               | Protecció                                  | Commons (més fotos) | Dades a WD                    |
| ------ | ---------------------------------- | -------------------- | ------------ | --------------------------- | --- | ------------------------------------------ | ------------------- | ----------------------------- |
|        | Corral del Pla de Sant Joan        | la Palma de Cervelló | edifici      | 20th century                | 41° 24′ 22″ N, 1° 58′ 41″ E / 41.40624°N,1.97798°E ca:Pla de Sant Joan                                    |                                            |                     | Modifica les dades a Wikidata |
|        | Molí fariner de Can Vidal          | la Palma de Cervelló | edifici      | Estil: arquitectura popular | 41° 24′ 31″ N, 1° 58′ 29″ E / 41.40874°N,1.9748°E ca:Entre el camí de les Roquetes i la riera de Rafamans | bé integrant del patrimoni cultural català |                     | Modifica les dades a Wikidata |
|        | edifici de la Biblioteca Municipal | la Palma de Cervelló | edifici      | 1910                        | 41° 24′ 48″ N, 1° 57′ 56″ E / 41.41325°N,1.96562°E ca:Plaça Cervantes, 4                                  |                                            |                     | Modifica les dades a Wikidata |
|        | l'Aliança Palmarenca               | la Palma de Cervelló | edifici      | 1924                        | 41° 24′ 48″ N, 1° 57′ 56″ E / 41.41342°N,1.96557°E ca:C. Sant Josep, s/n                                  |                                            |                     | Modifica les dades a Wikidata |
|        | l'Estanc                           | la Palma de Cervelló | edifici      | 1835                        | 41° 24′ 42″ N, 1° 58′ 10″ E / 41.41174°N,1.96944°E ca:Carrer Sant Isidre, 49                              |                                            |                     | Modifica les dades a Wikidata |

## entitat singular de població
| imatge | Nom                  | Ubicat a             | instància de                                   | Detalls  | coordenades                                                               | Protecció | Commons (més fotos) | Dades a WD                    |
| ------ | -------------------- | -------------------- | ---------------------------------------------- | -------- | ------------------------------------------------------------------------- | --------- | ------------------- | ----------------------------- |
|        | Ca n'Iglésies        | la Palma de Cervelló | entitat singular de població                   | 1503 hab | 41° 24′ 59″ N, 1° 58′ 07″ E / 41.41644°N,1.96848°E 150 msnm               |           |                     | Modifica les dades a Wikidata |
|        | Can Mascaró          | la Palma de Cervelló | entitat singular de població                   | 9 hab    | 41° 24′ 04″ N, 1° 58′ 29″ E / 41.401168194156°N,1.9748494591068°E 80 msnm |           |                     | Modifica les dades a Wikidata |
|        | Can Vidal            | la Palma de Cervelló | entitat singular de població                   | 162 hab  | 41° 24′ 37″ N, 1° 58′ 33″ E / 41.410184918812°N,1.9759041602891°E 91 msnm |           |                     | Modifica les dades a Wikidata |
|        | la Palma de Cervelló | la Palma de Cervelló | entitat singular de població capital municipal | 1374 hab | 41° 24′ 46″ N, 1° 57′ 56″ E / 41.41281184°N,1.96561405°E 91 msnm          |           |                     | Modifica les dades a Wikidata |

## església
| imatge | Nom                                    | Ubicat a             | instància de    | Detalls                                   | coordenades                                                                                            | Protecció                                  | Commons (més fotos)                  | Dades a WD                    |
| ------ | -------------------------------------- | -------------------- | --------------- | ----------------------------------------- | --- | ------------------------------------------ | ------------------------------------ | ----------------------------- |
|        | Ermita de Sant Vicenç Ferrer           | la Palma de Cervelló | església ermita |                                           | 41° 24′ 48″ N, 1° 58′ 41″ E / 41.413236°N,1.977971°E ca:Bosc de Can Ponçgem                            |                                            |                                      | Modifica les dades a Wikidata |
|        | Rellotge de sol de can Ca n'Església 2 | la Palma de Cervelló | església        | 20th century                              | 41° 24′ 44″ N, 1° 58′ 13″ E / 41.41213°N,1.97017°E ca:can Iglésias                                     |                                            |                                      | Modifica les dades a Wikidata |
|        | Sant Joan del Pla                      | la Palma de Cervelló | església        | Estil: arquitectura romànica 11st century | 41° 24′ 22″ N, 1° 58′ 44″ E / 41.406111°N,1.97875°E ca:Parc de l'Ermita. Seguint el camí del Cementiri | bé cultural d'interès local                | Capella de Sant Joan de l'Erm        | Modifica les dades a Wikidata |
|        | Santa Maria i Sant Brici de la Palma   | la Palma de Cervelló | església        | Estil: arquitectura neoclàssica 1950      | 41° 24′ 43″ N, 1° 58′ 14″ E / 41.411851°N,1.970516°E ca:Plaça de l'Església                            | bé integrant del patrimoni cultural català | Santa Maria i Sant Brici de la Palma | Modifica les dades a Wikidata |

## font
| imatge | Nom                     | Ubicat a             | instància de | Detalls      | coordenades | Protecció | Commons (més fotos)                   | Dades a WD                    |
| ------ | ----------------------- | -------------------- | ------------ | ------------ | --- | --------- | ------------------------------------- | ----------------------------- |
|        | font de Can Mascaró     | la Palma de Cervelló | font         | 20th century | 41° 24′ 15″ N, 1° 58′ 34″ E / 41.40403°N,1.97614°E ca:A la riba dreta de la riera de Rafamans, al Km 1 de la carretera BV-2421. |           |                                       | Modifica les dades a Wikidata |
|        | font de Can Via         | la Palma de Cervelló | font         |              | 41° 24′ 44″ N, 1° 57′ 26″ E / 41.41233°N,1.9572°E ca:Can Via                                                                    |           |                                       | Modifica les dades a Wikidata |
|        | font de Santa Margarida | la Palma de Cervelló | font         | 20th century | 41° 24′ 45″ N, 1° 58′ 29″ E / 41.4124°N,1.97461°E ca:Camí de Can Pongem, s/n                                                    |           |                                       | Modifica les dades a Wikidata |
|        | font del Marge          | la Palma de Cervelló | font         | 20th century | 41° 24′ 40″ N, 1° 58′ 03″ E / 41.411°N,1.96748°E ca:Espai conegut pel nom de la font 85 msnm                                    |           | Font del Marge (la Palma de Cervelló) | Modifica les dades a Wikidata |
|        | font del Moler          | la Palma de Cervelló | font         | 20th century | 41° 24′ 12″ N, 1° 58′ 53″ E / 41.40347°N,1.98145°E ca:Al Pla de Sant Joan, sobre la riera de Rafamans                           |           |                                       | Modifica les dades a Wikidata |

## forn de calç
| imatge | Nom                            | Ubicat a             | instància de | Detalls                     | coordenades | Protecció                                  | Commons (més fotos)                         | Dades a WD                    |
| ------ | ------------------------------ | -------------------- | ------------ | --------------------------- | --- | ------------------------------------------ | ------------------------------------------- | ----------------------------- |
|        | Forn de calç de Cal Via 2      | la Palma de Cervelló | forn de calç | Estil: arquitectura popular | | bé integrant del patrimoni cultural català |                                             | Modifica les dades a Wikidata |
|        | Forn de calç de Fontpineda     | la Palma de Cervelló | forn de calç | Estil: arquitectura popular | 41° 25′ 00″ N, 1° 57′ 53″ E / 41.416586°N,1.964658°E ca:A la carretera d'accés a Fontpineda des de la BV-2421. | bé integrant del patrimoni cultural català | Forn Calç Fontpineda (La Palma de Cervello) | Modifica les dades a Wikidata |
|        | Forn de calç del Mas del Maset | la Palma de Cervelló | forn de calç |                             | 41° 24′ 18″ N, 1° 57′ 06″ E / 41.40504°N,1.95179°E ca:A l'Obaga, sota la urbanització de can Paulet            |                                            |                                             | Modifica les dades a Wikidata |

## masia
| imatge | Nom                 | Ubicat a             | instància de | Detalls                                  | coordenades | Protecció                                  | Commons (més fotos)                        | Dades a WD                    |
| ------ | ------------------- | -------------------- | ------------ | ---------------------------------------- | --- | ------------------------------------------ | ------------------------------------------ | ----------------------------- |
|        | Ca n'Aguanya        | la Palma de Cervelló | masia        |                                          | 41° 24′ 52″ N, 1° 57′ 48″ E / 41.414575634987°N,1.96338448659831°E                                                      |                                            |                                            | Modifica les dades a Wikidata |
|        | Ca n'Oller          | la Palma de Cervelló | masia        |                                          | 41° 24′ 48″ N, 1° 57′ 49″ E / 41.4134243616335°N,1.96357030463906°E                                                     |                                            |                                            | Modifica les dades a Wikidata |
|        | Cal Sereno          | la Palma de Cervelló | masia        |                                          | 41° 24′ 46″ N, 1° 57′ 32″ E / 41.412793°N,1.95883°E ca:Camí de cal Sereno, s/n 111 msnm                                 | bé integrant del patrimoni cultural català |                                            | Modifica les dades a Wikidata |
|        | Can Benet           | la Palma de Cervelló | masia        | Estil: arquitectura popular 19th century | 41° 24′ 51″ N, 1° 57′ 35″ E / 41.414171°N,1.959677°E ca:Disseminat                                                      | bé integrant del patrimoni cultural català | Can Benet (la Palma de Cervelló)           | Modifica les dades a Wikidata |
|        | Can Llopart         | la Palma de Cervelló | masia        | 1784                                     | 41° 24′ 31″ N, 1° 57′ 53″ E / 41.4086°N,1.96459°E ca:Camí vell de Cervelló                                              | bé integrant del patrimoni cultural català |                                            | Modifica les dades a Wikidata |
|        | Can Mascaró         | la Palma de Cervelló | masia        | Estil: arquitectura popular 17th century | 41° 24′ 07″ N, 1° 58′ 51″ E / 41.402°N,1.98095°E ca:Carretera de Corbera                                                | bé integrant del patrimoni cultural català |                                            | Modifica les dades a Wikidata |
|        | Can Pongem          | la Palma de Cervelló | masia        | 1650                                     | 41° 24′ 45″ N, 1° 58′ 26″ E / 41.4126°N,1.97377°E ca:Camí de Can Ponçgem                                                | bé integrant del patrimoni cultural català | Can Pongem                                 | Modifica les dades a Wikidata |
|        | Can Via             | la Palma de Cervelló | masia        | Estil: arquitectura popular 17th century | 41° 24′ 47″ N, 1° 57′ 30″ E / 41.413°N,1.95823°E ca:Camí de Can Via                                                     | bé integrant del patrimoni cultural català |                                            | Modifica les dades a Wikidata |
|        | Can Vidal           | la Palma de Cervelló | masia        | Estil: arquitectura popular              | 41° 24′ 29″ N, 1° 58′ 28″ E / 41.408174°N,1.974511°E ca:PK 1,5 de la carretera BV-2421                                  | bé integrant del patrimoni cultural català | Can Vidal (la Palma de Cervelló)           | Modifica les dades a Wikidata |
|        | Can Xiprer          | la Palma de Cervelló | masia        |                                          | 41° 24′ 23″ N, 1° 58′ 32″ E / 41.4063716246344°N,1.97564632802683°E                                                     |                                            |                                            | Modifica les dades a Wikidata |
|        | Mas Tabà            | la Palma de Cervelló | masia        |                                          | 41° 24′ 50″ N, 1° 56′ 39″ E / 41.4138876716334°N,1.94419111892122°E                                                     |                                            |                                            | Modifica les dades a Wikidata |
|        | Mas del Maset       | la Palma de Cervelló | masia        |                                          | 41° 24′ 28″ N, 1° 57′ 19″ E / 41.40791°N,1.95519°E ca:Camí del Maset, s/n                                               |                                            |                                            | Modifica les dades a Wikidata |
|        | Masia de Ca n'Oller | la Palma de Cervelló | masia        | Estil: arquitectura popular              | 41° 24′ 49″ N, 1° 57′ 49″ E / 41.41359°N,1.96371°E ca:Al final del carrer de Sant Jordi i sota mateix de la gasolinera. | bé integrant del patrimoni cultural català | Masia de Ca n'Oller (la Palma de Cervelló) | Modifica les dades a Wikidata |

## mina
| imatge | Nom                           | Ubicat a             | instància de | Detalls      | coordenades                                                                | Protecció | Commons (més fotos) | Dades a WD                    |
| ------ | ----------------------------- | -------------------- | ------------ | ------------ | -------------------------------------------------------------------------- | --------- | ------------------- | ----------------------------- |
|        | Mina d'aigua de can Mascaró   | la Palma de Cervelló | mina         |              | 41° 24′ 12″ N, 1° 58′ 54″ E / 41.40341°N,1.98169°E ca:Pla de Sant Joan     |           |                     | Modifica les dades a Wikidata |
|        | Mina i bassa de Can Llopart   | la Palma de Cervelló | mina         | 20th century | 41° 24′ 33″ N, 1° 57′ 53″ E / 41.40925°N,1.96463°E ca:finca de Can Llopart |           |                     | Modifica les dades a Wikidata |
|        | Mina i safareig de can Pongem | la Palma de Cervelló | mina         | 20th century | 41° 24′ 44″ N, 1° 58′ 28″ E / 41.41212°N,1.97447°E                         |           |                     | Modifica les dades a Wikidata |

## monument
| imatge | Nom                     | Ubicat a             | instància de | Detalls      | coordenades                                                              | Protecció | Commons (més fotos) | Dades a WD                    |
| ------ | ----------------------- | -------------------- | ------------ | ------------ | ------------------------------------------------------------------------ | --------- | ------------------- | ----------------------------- |
|        | Monument 'la Mola'      | la Palma de Cervelló | monument     | 20th century | 41° 24′ 42″ N, 1° 58′ 16″ E / 41.41163°N,1.97116°E ca:Plaça Anselm Clavé |           |                     | Modifica les dades a Wikidata |
|        | Monument a Anselm Clavé | la Palma de Cervelló | monument     | 1992         | 41° 24′ 42″ N, 1° 58′ 16″ E / 41.41168°N,1.97103°E ca:Plaça Anselm Clavé |           |                     | Modifica les dades a Wikidata |

## pont
| imatge | Nom                   | Ubicat a             | instància de | Detalls                               | coordenades                                                                             | Protecció | Commons (més fotos) | Dades a WD                    |
| ------ | --------------------- | -------------------- | ------------ | ------------------------------------- | --------------------------------------------------------------------------------------- | --------- | ------------------- | ----------------------------- |
|        | Pont Vell             | la Palma de Cervelló | pont         | Estat: bon estat Llarg: 20m Ample: 5m | 41° 24′ 36″ N, 1° 58′ 21″ E / 41.40988°N,1.97254°E ca:Inici de l'Av. Catalunya. 83 msnm |           |                     | Modifica les dades a Wikidata |
|        | Pont del molí fariner | la Palma de Cervelló | pont         | Estat: malmès Llarg: 4m Ample: 0.5m   | 41° 24′ 32″ N, 1° 58′ 31″ E / 41.40884°N,1.97519°E 79 msnm                              |           |                     | Modifica les dades a Wikidata |
|        | Ponts de can Pongem   | la Palma de Cervelló | pont         | Estat: bon estat                      | 41° 24′ 37″ N, 1° 58′ 35″ E / 41.4103°N,1.97629°E ca:Can Pongem 108 msnm                |           |                     | Modifica les dades a Wikidata |
|        | el Pont Nou           | la Palma de Cervelló | pont         |                                       | 41° 24′ 35″ N, 1° 58′ 22″ E / 41.4098323679016°N,1.97282814888061°E                     |           |                     | Modifica les dades a Wikidata |

## pou de neu
| imatge | Nom                   | Ubicat a             | instància de | Detalls                     | coordenades | Protecció                                  | Commons (més fotos) | Dades a WD                    |
| ------ | --------------------- | -------------------- | ------------ | --------------------------- | ----------- | ------------------------------------------ | ------------------- | ----------------------------- |
|        | Pou de gel            | la Palma de Cervelló | pou de neu   | Estil: arquitectura popular |             | bé integrant del patrimoni cultural català |                     | Modifica les dades a Wikidata |
|        | Pou de gel de Can Via | la Palma de Cervelló | pou de neu   | Estil: arquitectura popular |             | bé integrant del patrimoni cultural català |                     | Modifica les dades a Wikidata |

## rellotge de sol
| imatge | Nom                                           | Ubicat a             | instància de    | Detalls      | coordenades                                                                                                | Protecció | Commons (més fotos) | Dades a WD                    |
| ------ | --------------------------------------------- | -------------------- | --------------- | ------------ | --- | --------- | ------------------- | ----------------------------- |
|        | Rellotge de sol de Can Vidal                  | la Palma de Cervelló | rellotge de sol | 20th century | 41° 24′ 29″ N, 1° 58′ 28″ E / 41.40819°N,1.97455°E ca:PK 1,5 de la carretera BV-2421                       |           |                     | Modifica les dades a Wikidata |
|        | Rellotge de sol de can Benet                  | la Palma de Cervelló | rellotge de sol | 19th century | 41° 24′ 51″ N, 1° 57′ 35″ E / 41.41415°N,1.95962°E ca:can Benet, s/n                                       |           |                     | Modifica les dades a Wikidata |
|        | Rellotge de sol de can Pongem                 | la Palma de Cervelló | rellotge de sol | 20th century | 41° 24′ 46″ N, 1° 58′ 25″ E / 41.41269°N,1.97373°E ca:Camí de Can Pongem, s/n                              |           |                     | Modifica les dades a Wikidata |
|        | rellotge de sol de Can Roca / de Ca l'Aristot | la Palma de Cervelló | rellotge de sol | 1815         | 41° 24′ 27″ N, 1° 56′ 33″ E / 41.40761°N,1.94261°E ca:C. de l'Aristot, 5                                   |           |                     | Modifica les dades a Wikidata |
|        | rellotge de sol de ca l'Anzí                  | la Palma de Cervelló | rellotge de sol | 1930         | 41° 24′ 47″ N, 1° 58′ 00″ E / 41.41308°N,1.96671°E ca:C. Santa Maria de la Palma, 8 / Av. de Catalunya, 93 |           |                     | Modifica les dades a Wikidata |

## resclosa
| imatge | Nom                    | Ubicat a             | instància de | Detalls | coordenades                                                                           | Protecció | Commons (més fotos) | Dades a WD                    |
| ------ | ---------------------- | -------------------- | ------------ | ------- | ------------------------------------------------------------------------------------- | --------- | ------------------- | ----------------------------- |
|        | Resclosa de Cal Sereno | la Palma de Cervelló | resclosa     | 1856    | 41° 24′ 48″ N, 1° 57′ 38″ E / 41.41338°N,1.9606°E                                     |           |                     | Modifica les dades a Wikidata |
|        | Resclosa del Pont Vell | la Palma de Cervelló | resclosa     |         | 41° 24′ 36″ N, 1° 58′ 21″ E / 41.40995°N,1.97237°E ca:A l'entrada de migdia del poble |           |                     | Modifica les dades a Wikidata |

## Misc
| imatge | Nom                                                                                        | Ubicat a                                           | instància de                          | Detalls                                  | coordenades | Protecció                                  | Commons (més fotos)                          | Dades a WD                    |
| ------ | ------------------------------------------------------------------------------------------ | -------------------------------------------------- | ------------------------------------- | ---------------------------------------- | --- | ------------------------------------------ | -------------------------------------------- | ----------------------------- |
|        | Alzinar de can Mascaró                                                                     | la Palma de Cervelló                               | alzinar                               |                                          | 41° 24′ 12″ N, 1° 58′ 53″ E / 41.40329°N,1.98145°E ca:Riera de Rafamans a l'alçada del polígon de Can Mascaró               |                                            |                                              | Modifica les dades a Wikidata |
|        | Avinguda Catalunya                                                                         | la Palma de Cervelló                               | conjunt d'edificis                    |                                          | 41° 24′ 45″ N, 1° 58′ 07″ E / 41.41247°N,1.9685°E                                                                           |                                            |                                              | Modifica les dades a Wikidata |
|        | Biblioteca Municipal de la Palma de Cervelló                                               | la Palma de Cervelló                               | biblioteca biblioteca central edifici | Estil: noucentisme                       | 41° 24′ 48″ N, 1° 57′ 56″ E / 41.413254°N,1.96567°E es:Plz. Cervantes, 4                                                    | bé integrant del patrimoni cultural català | Biblioteca Municipal de la Palma de Cervelló | Modifica les dades a Wikidata |
|        | Cases de l'avinguda Catalunya, 5-19                                                        | la Palma de Cervelló                               | edifici residencial                   | Estil: noucentisme                       | 41° 24′ 38″ N, 1° 58′ 18″ E / 41.41050720214844°N,1.9717559814453125°E ca:Avinguda de Catalunya, 5-19                       |                                            |                                              | Modifica les dades a Wikidata |
|        | Cova dels Dos                                                                              | la Palma de Cervelló                               | cova jaciment arqueològic             |                                          | | bé integrant del patrimoni cultural català | Cova dels Dos-Cara de Tabà                   | Modifica les dades a Wikidata |
|        | Horts de l'Altra Banda / Horts del carrer de Baix / Horts de la riera al c. de Sant Isidre | la Palma de Cervelló                               | hort                                  | 1856                                     | 41° 24′ 40″ N, 1° 58′ 08″ E / 41.41108°N,1.96885°E ca:Sota el casc antic de la Palma                                        |                                            |                                              | Modifica les dades a Wikidata |
|        | La Pedrera                                                                                 | la Palma de Cervelló                               | obra escultòrica                      | 2008                                     | 41° 24′ 36″ N, 1° 58′ 22″ E / 41.40996°N,1.97284°E ca:Encreuament de l'Av. Catalunya i del camí de les Roquetes             |                                            |                                              | Modifica les dades a Wikidata |
|        | Molí fariner de la vora del Pèlag del Gat                                                  | la Palma de Cervelló                               | molí d'aigua                          |                                          | 41° 24′ 31″ N, 1° 58′ 29″ E / 41.40874°N,1.9748°E ca:Entre el camí de les Roquetes i la riera de Rafamans                   |                                            |                                              | Modifica les dades a Wikidata |
|        | Pedrera Anna                                                                               | la Palma de Cervelló                               | pedrera                               |                                          | 41° 24′ 28″ N, 1° 59′ 10″ E / 41.40777°N,1.98599°E ca:Al marge dret del Riu Llobregat, concretament a l'actual pedrera Anna |                                            |                                              | Modifica les dades a Wikidata |
|        | Pla de Sant Joan                                                                           | la Palma de Cervelló                               | plana                                 |                                          | 41° 24′ 22″ N, 1° 58′ 43″ E / 41.406°N,1.97852°E                                                                            |                                            |                                              | Modifica les dades a Wikidata |
|        | Polígon industrial Can Mascaró                                                             | la Palma de Cervelló                               | polígon industrial                    |                                          | 41° 24′ 10″ N, 1° 58′ 59″ E / 41.4028705476484°N,1.98307070324714°E                                                         |                                            |                                              | Modifica les dades a Wikidata |
|        | Turó de la Cova                                                                            | la Palma de Cervelló Pallejà                       | muntanya                              |                                          | 41° 25′ 06″ N, 1° 56′ 55″ E / 41.4182°N,1.94867°E 280.4 msnm                                                                |                                            |                                              | Modifica les dades a Wikidata |
|        | capella de Can Pongem                                                                      | la Palma de Cervelló                               | edifici religiós                      |                                          | 41° 24′ 46″ N, 1° 58′ 25″ E / 41.41270065307617°N,1.9735349416732788°E ca:Camí de Can Ponçgem                               |                                            |                                              | Modifica les dades a Wikidata |
|        | casa consistorial de la Palma de Cervelló                                                  | la Palma de Cervelló                               | casa consistorial                     |                                          | 41° 24′ 39″ N, 1° 58′ 17″ E / 41.41090995533898°N,1.971323754046277°E                                                       |                                            |                                              | Modifica les dades a Wikidata |
|        | creu de terme                                                                              | la Palma de Cervelló                               | creu de terme                         | Estil: arquitectura popular 20th century | 41° 24′ 37″ N, 1° 58′ 22″ E / 41.410179°N,1.972739°E ca:Av. de Catalunya, 2 85 msnm                                         | bé integrant del patrimoni cultural català | Creu de Terme La Palma de Cervelló           | Modifica les dades a Wikidata |
|        | riera de Rafamans                                                                          | la Palma de Cervelló Cervelló Corbera de Llobregat | curs d'aigua                          | Desemboca: riera de Cervelló             | 41° 24′ 31″ N, 1° 58′ 28″ E / 41.40871°N,1.97456°E                                                                          |                                            |                                              | Modifica les dades a Wikidata |